# IC 3697
IC 3697 је спирална галаксија у сазвјежђу Ловачки пси која се налази на листи објеката дубоког неба у Индекс каталогу.
Деклинација објекта је + 39° 50' 46" а ректасцензија 12h 42m 58,8s. Привидна величина (магнитуда) објекта IC 3697 износи 15,3 а фотографска магнитуда 16,1. IC 3697 је још познат и под ознакама MCG 7-26-41, NPM1G +40.0293, PGC 42756.